# Établissement régional du matériel de l'armée
L'établissement du matériel (ETAMAT), auparavant 'établissement régional du matériel (ERM), situé à Gresswiller, dans le département français du Bas-Rhin, à la particularité de contenir un monument historique.

## Localisation
Le monument est situé à l'entrée du quartier Chassepot à Gresswiller. Il n'est pas accessible au public car il est à l'intérieur de l'enceinte militaire.

## Historique
Héritier de l'arsenal et du parc d'artillerie implanté sous Napoléon 1er dans le quartier de l'Esplanade à Strasbourg, le parc régional de réparation et  d'entretien de Strasbourg est créé en 1923.  En 1944, il devient l'Etablissement principal du service du matériel-annexe de Metz, puis, en 1945, l'Etablissement général du matériel de Strasbourg. Le 1er juin 1946, il prend la dénomination d'Etablissement Régional du Matériel. À partir de 1963 débute la construction du site de Gresswiller. L'Etablissement Régional du Matériel de Gresswiller est inauguré le 1er mars 1965. 
Des éléments sculptés provenant de la façade du bâtiment principal de l'ancien parc d'artillerie, rue de l'Arsenal, à Strasbourg sont alors déplacés vers le quartier Chassepot de Gresswiller où ils sont encore en 2019.  L'édifice fait l'objet d'une inscription au titre des monuments historiques depuis 1929. De l'arsenal de Strasbourg il ne reste que la direction transformée en logements.
Le 1er janvier 1994, l'ERM devient l’Établissement du Matériel de Gresswiller (ETAMAT).
Le 1er juillet 1999, l'établissement du matériel de Gresswiller devient un détachement du 6e régiment du matériel (6e RMAT).